# 拉费尔武尼奥尔
拉费尔武尼奥尔，是西班牙巴伦西亚自治区巴伦西亚省的一个市镇。总面积4平方公里，总人口5727人（2001年），人口密度1432人/平方公里。